# لاستونیا
لاستونیا (به مجاری:  Lasztonya) یک شهرداری در مجارستان است که در زالا واقع شده‌است. لاستونیا ۸٫۷۷ کیلومتر مربع مساحت و ۹۶ نفر جمعیت دارد.